# 半人馬座V744
半人馬座V744，又名CD-49 8095，HD 118767、SAO 224317、HR 5134，是半人馬座的一颗恒星，视星等为6，位于銀經310.89，銀緯12.17，其B1900.0坐标为赤經13h 33m 48.8s，赤緯-49° 12.17′ 33″。